# Larry Holden
Laurence Henry Holden, detto Larry (Framingham, 15 maggio 1961 – Orange, 13 febbraio 2011), è stato un attore statunitense.

## Biografia
Nella sua vita strinse una collaborazione con il regista Christopher Nolan apparendo in diversi suoi film, come Batman Begins, dove interpreta Finch, Memento, in cui interpreta Jimmy, e nel film del 2002 Insomnia, dove impersonifica Farrell. L'ultimo film a cui prese parte fu Open Vacancy. Sposato con Hanne Kristiansen, i due non ebbero figli. Morì di cancro il 13 febbraio 2011 a Orange, nel Vermont.

## Filmografia parziale
- The Arc (1991)
- L'eroe del cielo (1996)
- Tear It Down (1997)
- Ted (1998)
- Every Dog Has Its Day (1999)
- Streghe (1 episodio, 1999)
- Memento (2000)
- E.R. - Medici in prima linea (1 episodio, 2001)
- Insomnia (2002)
- Batman Begins (2005)
- Open Vacancy (2011)

## Doppiatori italiani
Nelle versioni in italiano delle opere in cui ha recitato, Larry Holden è stato doppiato da:
- Andrea Ward in Streghe
- Sergio Lucchetti in Insomnia
- Vittorio Guerrieri in Batman Begins
- Maurizio Reti in CSi - Scena del crimime (ep. 1x17)
- Vladimiro Conti in CSI - Scena del crimine (ep. 2x09)